# Michael Christoph Hanov
Michael Christoph Hanov (cũng là Hanow, Hanovius). Sinh ngày 12 tháng 12 năm 1695, tại Zamborst gần Neustettin, Pomerania, mất ngày 22 tháng 9 năm 1773, tại Danzig. Là một nhà khí tượng học, nhà sử học, giáo sư toán học người Đức. Năm 1717, ông là Hiệu trưởng của Học viện Thể dục Danzig.

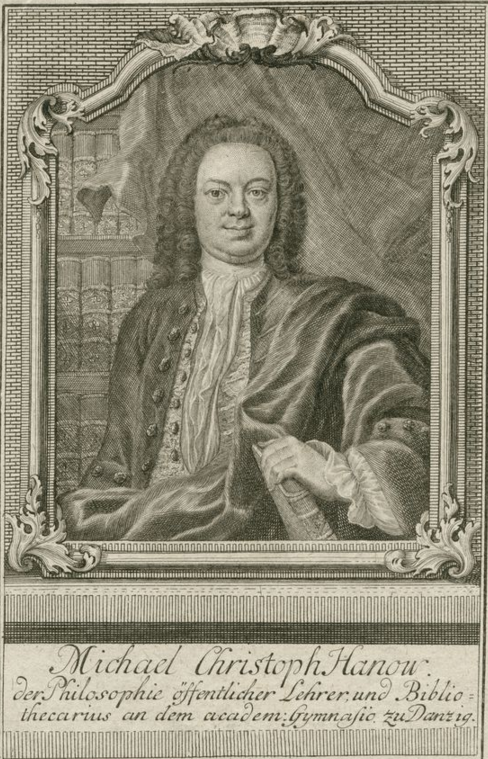
Michael Christoph Hanow

Hanov được đào tạo ở Danzig và Leipzig và là một giáo viên tư nhân ở Dresden, Leipzig và Danzig. Vào năm 1727, ông trở thành thành viên của Phòng tập thể dục hàn lâm Danzig. Ông đã viết rất nhiều bài báo và sách. Từ năm 1739, ông đã xuất bản Danziger Nachrichten một tạp chí hàng tuần với dự báo thời tiết. Thuật ngữ sinh học được giới thiệu bởi ông. Trong những năm 1745 cho đến 1767, ông đã viết Jus Culmense, luật Kulm đầy đủ (Kulmer Recht) và một bộ sưu tập tài liệu Phổ cho đến nay chưa được xuất bản.
Cùng với Georg Daniel Seyler, Gottfried Lengnich và David Braun, ông là 1 trong các nhà sử học địa phương quan trọng nhất trong thế kỷ 18.